# Карбоксипептидазы
Карбоксипептидазы (КФ 3.4.16 — 3.4.18) — протеолитические ферменты, которые гидролизуют (разрывают) пептидную связь аминокислотного остатка на C-конце. (Сравните с аминопептидазами, которые разрывают пептидную связь аминокислотного остатка на N-конце). В людях, животных и растениях присутствует несколько типов карбоксипептидаз. Карбоксипептидазы выполняют различные функции — от катаболизма до созревания белков (protein maturation).
Первыми были изучены карбоксипептидазы, участвующие в процессе переваривания пищи (панкреатические карбоксипептидазы A1, A2 и B). Однако большинство известных карбоксипептидаз не участвует в процессе катаболизма, а способствует созреванию белков или регуляции биологических процессов. Например, в биосинтезе нейроэндокринных белков, таких как инсулин, участвуют карбоксипептидазы. Карбоксипептидазы также участвуют в процессах свёртывания крови, создании факторов роста, заживания ран, размножения и многих других.